# Artúr brit királyi herceg
Arthur William Patrick Albert' brit királyi herceg (Buckingham-palota, 1850. május 1. –‎ Bagshot Park Mansion, 1942. január 16.) brit herceg, Kanada főkormányzója, Connaught és Strathearn hercege.

## Élete
A londoni Buckingham-palotában született a Szász–Coburg–Gothai-ház tagjaként. Szülei Albert szász–coburg–gothai herceg és Viktória brit királynő voltak; ő volt a hetedik gyermekük és harmadik fiuk.
Mintegy 40 évig szolgált a Brit Hadseregben a Birodalom különböző részein.
1899-ben Alfréd herceg, Szász–Coburg–Gotha Hercegség trónörököse elhunyt és Artúr az új trónörökös lett. Ő azonban úgy döntött, hogy lemond a hercegség iránti igényéről, valamint fiának igényéről is. Ugy 1900-ban Károly Eduárd szász–coburg–gothai herceg lett.

## Családja
1879. március 13-án Arthur feleségül vette Lujza Margit porosz hercegnőt. A párnak három gyermeke volt:
- Margit connaughti hercegnő (1882–1920) ⚭ VI. Gusztáv Adolf svéd király
- Artúr connaughti herceg(wd) (1883–1938) ⚭ Alexandra Duff
- Patrícia connaughti hercegnő(wd) (1886–1974) ⚭ Sir Alexander Ramsay

## Fordítás
- Ez a szócikk részben vagy egészben a Prince Arthur, Duke of Connaught and Strathearn című angol Wikipédia-szócikk ezen változatának fordításán alapul.  Az eredeti cikk szerkesztőit annak laptörténete sorolja fel. Ez a jelzés csupán a megfogalmazás eredetét és a szerzői jogokat jelzi, nem szolgál a cikkben szereplő információk forrásmegjelöléseként.